# خورخي إينوستروزا
خورخي إينوستروزا (بالإسبانية: Jorge Inostroza)‏ هو لاعب كرة قدم ومدرب كرة قدم تشيلي، ولد في 15 يناير 1990 في بونتا أريناس في تشيلي. لعب مع كوريكو يونيدو.

## وصلات خارجية
- خورخي إينوستروزا على موقع Soccerway.com (الإنجليزية)